# Kontich
Kontich es una localidad y municipio de la provincia de Amberes en Bélgica. Tenía una población en 2019 de 21 115 habitantes.

## Geografía
Sus municipios vecinos son Aartselaar, Duffel, Edegem, Hove, Lint y Rumst. El topónimo Kontich procede de la palabra del latín «condacum», que significa "confluencia de dos corrientes".
Localidades
- Kontich
- Kontich Kazerne, con un gran centro comercial.
- Waarloos

## Demografía
Tiene una superficie de 23,7 km² y una población en 2019 de 21 115 habitantes, siendo los habitantes en edad laboral el 62 % de la población.
Evolución
Todos los datos históricos relativos al actual municipio, el siguiente gráfico refleja su evolución demográfica, incluyendo municipios después de efectuada la fusión el 1 de enero de 1977.
| Gráfica de evolución demográfica de Kontich entre 1846 y 2020 |
|                                                               |